# Kaan Ayhan
Kaan Ayhan (Gelsenkirchen, 10 novembre 1994) è un calciatore turco con cittadinanza tedesca, difensore del Galatasaray e della nazionale turca.

## Caratteristiche tecniche
Di ruolo difensore centrale, è in grado di giocare anche da terzino o da mediano.

## Carriera

### Club
Ha esordito con la prima squadra dello Schalke 04 (squadra della sua città natale e in cui ha militato sin dalle giovanili) nella partita di campionato tra Schalke 04-Augusta (4-1) disputata il 5 ottobre 2013 e valevole per l'8ª giornata di campionato.
Il 3 gennaio 2016 viene ceduto in prestito all'Eintracht Francoforte.
Terminato il prestito a Francoforte (in cui ha giocato poco), il 31 agosto 2016 viene ceduto al Fortuna Düsseldorf.
Il 16 agosto 2020 si trasferisce a titolo definitivo al Sassuolo. Esordisce con i neroverdi il 20 settembre successivo, subentrando nel recupero finale a Filip Đuričić nella partita col Cagliari, pareggiata per 1-1.
Il 18 marzo 2022 segna il suo primo gol in serie A nella partita Sassuolo-Spezia 4-1.
Il 30 gennaio 2023, Ayhan viene ceduto in prestito con obbligo di riscatto al Galatasaray, nella Süper Lig, fino al termine della stagione.

### Nazionale
Con la Nazionale Under-17 tedesca ha giocato, nel 2011, i campionati mondiali ed europei di categoria.
L'11 ottobre 2013 ha invece esordito con la Nazionale Under-21 della Turchia, nella gara valevole per le qualificazioni agli Europei Under-21 del 2015 vinta per 1-0 sulla Grecia.
Il 31 agosto 2016 debutta con la nazionale maggiore turca nell'amichevole pareggiata 0-0 contro la Russia rimpiazzando al 46' Volkan Şen.

## Statistiche

### Presenze e reti nei club
Statistiche aggiornate al 25 settembre 2024.
| Stagione                  | Squadra                   | Campionato                | Campionato | Campionato | Coppe nazionali | Coppe nazionali | Coppe nazionali | Coppe continentali | Coppe continentali | Coppe continentali | Altre coppe | Altre coppe | Altre coppe | Totale | Totale |
| Stagione                  | Squadra                   | Comp                      | Pres       | Reti       | Comp            | Pres            | Reti            | Comp               | Pres               | Reti               | Comp        | Pres        | Reti        | Pres   | Reti   |
| ------------------------- | ------------------------- | ------------------------- | ---------- | ---------- | --------------- | --------------- | --------------- | ------------------ | ------------------ | ------------------ | ----------- | ----------- | ----------- | ------ | ------ |
| 2013-2014                 | Schalke 04                | BL                        | 14         | 1          | CG              | 0               | 0               | UCL                | 1                  | 0                  | -           | -           | -           | 15     | 1      |
| 2014-2015                 | Schalke 04                | BL                        | 15         | 0          | CG              | 0               | 0               | UCL                | 4                  | 0                  | -           | -           | -           | 19     | 0      |
| 2015-gen. 2016            | Schalke 04                | BL                        | 1          | 0          | CG              | 0               | 0               | UEL                | 4                  | 0                  | -           | -           | -           | 5      | 0      |
| Totale Schalke 04         | Totale Schalke 04         | Totale Schalke 04         | 30         | 1          |                 | 0               | 0               |                    | 9                  | 0                  |             | -           | -           | 39     | 1      |
| gen.-giu. 2016            | Eintracht Francoforte     | BL                        | 2          | 0          | CG              | -               | -               | -                  | -                  | -                  | -           | -           | -           | 2      | 0      |
| 2016-2017                 | Fortuna Düsseldorf        | ZL                        | 23         | 1          | CG              | 1               | 0               | -                  | -                  | -                  | -           | -           | -           | 24     | 1      |
| 2017-2018                 | Fortuna Düsseldorf        | ZL                        | 31         | 1          | CG              | 1               | 0               | -                  | -                  | -                  | -           | -           | -           | 32     | 1      |
| 2018-2019                 | Fortuna Düsseldorf        | BL                        | 28         | 4          | CG              | 3               | 0               | -                  | -                  | -                  | -           | -           | -           | 31     | 4      |
| 2019-2020                 | Fortuna Düsseldorf        | BL                        | 31         | 2          | CG              | 3               | 0               | -                  | -                  | -                  | -           | -           | -           | 34     | 2      |
| Totale Fortuna Düsseldorf | Totale Fortuna Düsseldorf | Totale Fortuna Düsseldorf | 113        | 8          |                 | 8               | 0               |                    | -                  | -                  |             | -           | -           | 121    | 8      |
| 2020-2021                 | Sassuolo                  | A                         | 19         | 0          | CI              | 1               | 0               | -                  | -                  | -                  | -           | -           | -           | 20     | 0      |
| 2021-2022                 | Sassuolo                  | A                         | 23         | 1          | CI              | 1               | 0               | -                  | -                  | -                  | -           | -           | -           | 24     | 1      |
| 2022-gen. 2023            | Sassuolo                  | A                         | 10         | 0          | CI              | 1               | 1               | -                  | -                  | -                  | -           | -           | -           | 11     | 1      |
| Totale Sassuolo           | Totale Sassuolo           | Totale Sassuolo           | 52         | 1          |                 | 3               | 1               |                    | -                  | -                  |             | -           | -           | 55     | 2      |
| gen.-giu. 2023            | Galatasaray               | SL                        | 5          | 0          | TK              | 1               | 1               | -                  | -                  | -                  | -           | -           | -           | 6      | 1      |
| 2023-2024                 | Galatasaray               | SL                        | 35         | 1          | TK              | 1               | 0               | UCL+UEL            | 10+2               | 0                  | ST          | 1           | 0           | 49     | 1      |
| 2024-2025                 | Galatasaray               | SL                        | 6          | 1          | TK              | 0               | 0               | UCL+UEL            | 1+1                | 0                  | ST          | 1           | 0           | 9      | 1      |
| Totale Galatasaray        | Totale Galatasaray        | Totale Galatasaray        | 46         | 2          |                 | 2               | 1               |                    | 14                 | 0                  |             | 2           | 0           | 64     | 3      |
| Totale carriera           | Totale carriera           | Totale carriera           | 243        | 12         |                 | 13              | 2               |                    | 23                 | 0                  |             | 2           | 0           | 281    | 14     |

### Cronologia presenze e reti in nazionale
| Cronologia completa delle presenze e delle reti in nazionale ― Turchia | Cronologia completa delle presenze e delle reti in nazionale ― Turchia | Cronologia completa delle presenze e delle reti in nazionale ― Turchia | Cronologia completa delle presenze e delle reti in nazionale ― Turchia | Cronologia completa delle presenze e delle reti in nazionale ― Turchia | Cronologia completa delle presenze e delle reti in nazionale ― Turchia | Cronologia completa delle presenze e delle reti in nazionale ― Turchia | Cronologia completa delle presenze e delle reti in nazionale ― Turchia |
| Data                                                                   | Città                                                                  | In casa                                                                | Risultato                                                              | Ospiti                                                                 | Competizione                                                           | Reti                                                                   | Note                                                                   |
| ---------------------------------------------------------------------- | ---------------------------------------------------------------------- | ---------------------------------------------------------------------- | ---------------------------------------------------------------------- | ---------------------------------------------------------------------- | ---------------------------------------------------------------------- | ---------------------------------------------------------------------- | ---------------------------------------------------------------------- |
| 31-8-2016                                                              | Adalia                                                                 | Turchia                                                                | 0 – 0                                                                  | Russia                                                                 | Amichevole                                                             | -                                                                      | 46’                                                                    |
| 5-9-2016                                                               | Zagabria                                                               | Croazia                                                                | 1 – 1                                                                  | Turchia                                                                | Qual. Mondiali 2018                                                    | -                                                                      | 54’                                                                    |
| 6-10-2016                                                              | Konya                                                                  | Turchia                                                                | 2 – 2                                                                  | Ucraina                                                                | Qual. Mondiali 2018                                                    | -                                                                      | 46’                                                                    |
| 9-10-2016                                                              | Reykjavík                                                              | Islanda                                                                | 2 – 0                                                                  | Turchia                                                                | Qual. Mondiali 2018                                                    | -                                                                      |                                                                        |
| 27-3-2017                                                              | Eskişehir                                                              | Turchia                                                                | 3 – 1                                                                  | Moldavia                                                               | Amichevole                                                             | -                                                                      | 69’                                                                    |
| 5-6-2017                                                               | Skopje                                                                 | Macedonia                                                              | 0 – 0                                                                  | Turchia                                                                | Amichevole                                                             | -                                                                      | 38’                                                                    |
| 5-9-2017                                                               | Eskişehir                                                              | Turchia                                                                | 1 – 0                                                                  | Croazia                                                                | Qual. Mondiali 2018                                                    | -                                                                      |                                                                        |
| 6-10-2017                                                              | Eskişehir                                                              | Turchia                                                                | 0 – 3                                                                  | Islanda                                                                | Qual. Mondiali 2018                                                    | -                                                                      |                                                                        |
| 23-3-2018                                                              | Adalia                                                                 | Turchia                                                                | 1 – 0                                                                  | Irlanda                                                                | Amichevole                                                             | -                                                                      | 82’                                                                    |
| 27-3-2018                                                              | Podgorica                                                              | Montenegro                                                             | 2 – 2                                                                  | Turchia                                                                | Amichevole                                                             | -                                                                      | 16’                                                                    |
| 28-5-2018                                                              | Istanbul                                                               | Turchia                                                                | 2 – 1                                                                  | Iran                                                                   | Amichevole                                                             | -                                                                      |                                                                        |
| 1-6-2018                                                               | Ginevra                                                                | Tunisia                                                                | 2 – 2                                                                  | Turchia                                                                | Amichevole                                                             | -                                                                      |                                                                        |
| 5-6-2018                                                               | Mosca                                                                  | Russia                                                                 | 1 – 1                                                                  | Turchia                                                                | Amichevole                                                             | -                                                                      |                                                                        |
| 7-9-2018                                                               | Trebisonda                                                             | Turchia                                                                | 1 – 2                                                                  | Russia                                                                 | UEFA Nations League 2018-2019 - 1º turno                               | -                                                                      | 46’                                                                    |
| 10-9-2018                                                              | Solna                                                                  | Svezia                                                                 | 2 – 3                                                                  | Turchia                                                                | UEFA Nations League 2018-2019 - 1º turno                               | -                                                                      |                                                                        |
| 11-10-2018                                                             | Rize                                                                   | Turchia                                                                | 0 – 0                                                                  | Bosnia ed Erzegovina                                                   | Amichevole                                                             | -                                                                      | 82’                                                                    |
| 17-11-2018                                                             | Eskişehir                                                              | Turchia                                                                | 0 – 1                                                                  | Svezia                                                                 | UEFA Nations League 2018-2019 - 1º turno                               | -                                                                      |                                                                        |
| 20-11-2018                                                             | Adalia                                                                 | Turchia                                                                | 0 – 0                                                                  | Ucraina                                                                | Amichevole                                                             | -                                                                      | 54’                                                                    |
| 22-3-2019                                                              | Scutari                                                                | Albania                                                                | 0 – 2                                                                  | Turchia                                                                | Qual. Euro 2020                                                        | -                                                                      |                                                                        |
| 25-3-2019                                                              | Eskişehir                                                              | Turchia                                                                | 4 – 0                                                                  | Moldavia                                                               | Qual. Euro 2020                                                        | 1                                                                      |                                                                        |
| 30-5-2019                                                              | Antalya                                                                | Turchia                                                                | 2 – 1                                                                  | Grecia                                                                 | Amichevole                                                             | -                                                                      |                                                                        |
| 8-6-2019                                                               | Konya                                                                  | Turchia                                                                | 2 – 0                                                                  | Francia                                                                | Qual. Euro 2020                                                        | 1                                                                      |                                                                        |
| 11-6-2019                                                              | Reykjavík                                                              | Islanda                                                                | 2 – 1                                                                  | Turchia                                                                | Qual. Euro 2020                                                        | -                                                                      | 55’                                                                    |
| 10-9-2019                                                              | Chișinău                                                               | Moldavia                                                               | 0 – 4                                                                  | Turchia                                                                | Qual. Euro 2020                                                        | -                                                                      |                                                                        |
| 11-10-2019                                                             | Istanbul                                                               | Turchia                                                                | 1 – 0                                                                  | Albania                                                                | Qual. Euro 2020                                                        | -                                                                      | 26’ 46’                                                                |
| 14-10-2019                                                             | Saint-Denis                                                            | Francia                                                                | 1 – 1                                                                  | Turchia                                                                | Qual. Euro 2020                                                        | 1                                                                      | 53’                                                                    |
| 14-11-2019                                                             | Istanbul                                                               | Turchia                                                                | 0 – 0                                                                  | Islanda                                                                | Qual. Euro 2020                                                        | -                                                                      | 87’                                                                    |
| 17-11-2019                                                             | Andorra la Vella                                                       | Andorra                                                                | 0 – 2                                                                  | Turchia                                                                | Qual. Euro 2020                                                        | -                                                                      | 53’                                                                    |
| 3-9-2020                                                               | Sivas                                                                  | Turchia                                                                | 0 – 1                                                                  | Ungheria                                                               | UEFA Nations League 2020-2021 - 1º turno                               | -                                                                      |                                                                        |
| 7-10-2020                                                              | Colonia                                                                | Germania                                                               | 3 – 3                                                                  | Turchia                                                                | Amichevole                                                             | -                                                                      | 75’                                                                    |
| 15-11-2020                                                             | Istanbul                                                               | Turchia                                                                | 3 – 2                                                                  | Russia                                                                 | UEFA Nations League 2020-2021 - 1º turno                               | -                                                                      |                                                                        |
| 18-11-2020                                                             | Budapest                                                               | Ungheria                                                               | 2 – 0                                                                  | Turchia                                                                | UEFA Nations League 2020-2021 - 1º turno                               | -                                                                      | 88’                                                                    |
| 24-3-2021                                                              | Istanbul                                                               | Turchia                                                                | 4 – 2                                                                  | Paesi Bassi                                                            | Qual. Mondiali 2022                                                    | -                                                                      | 79’                                                                    |
| 27-3-2021                                                              | Malaga                                                                 | Norvegia                                                               | 0 – 3                                                                  | Turchia                                                                | Qual. Mondiali 2022                                                    | -                                                                      |                                                                        |
| 27-5-2021                                                              | Alanya                                                                 | Turchia                                                                | 2 – 1                                                                  | Azerbaigian                                                            | Amichevole                                                             | 1                                                                      | Cap.                                                                   |
| 31-5-2021                                                              | Adalia                                                                 | Turchia                                                                | 0 – 0                                                                  | Guinea                                                                 | Amichevole                                                             | -                                                                      | Cap.                                                                   |
| 3-6-2021                                                               | Paderborn                                                              | Turchia                                                                | 2 – 0                                                                  | Moldavia                                                               | Amichevole                                                             | -                                                                      | 46’                                                                    |
| 11-6-2021                                                              | Roma                                                                   | Turchia                                                                | 0 – 3                                                                  | Italia                                                                 | Euro 2020 - 1º turno                                                   | -                                                                      | 64’                                                                    |
| 16-6-2021                                                              | Baku                                                                   | Turchia                                                                | 0 – 2                                                                  | Galles                                                                 | Euro 2020 - 1º turno                                                   | -                                                                      |                                                                        |
| 20-6-2021                                                              | Baku                                                                   | Svizzera                                                               | 3 – 1                                                                  | Turchia                                                                | Euro 2020 - 1º turno                                                   | -                                                                      | 64’                                                                    |
| 1-9-2021                                                               | Istanbul                                                               | Turchia                                                                | 2 – 2                                                                  | Montenegro                                                             | Qual. Mondiali 2022                                                    | -                                                                      |                                                                        |
| 4-9-2021                                                               | Gibilterra                                                             | Gibilterra                                                             | 0 – 3                                                                  | Turchia                                                                | Qual. Mondiali 2022                                                    | -                                                                      | Cap.                                                                   |
| 7-9-2021                                                               | Amsterdam                                                              | Paesi Bassi                                                            | 6 – 1                                                                  | Turchia                                                                | Qual. Mondiali 2022                                                    | -                                                                      |                                                                        |
| 8-10-2021                                                              | Istanbul                                                               | Turchia                                                                | 1 – 1                                                                  | Norvegia                                                               | Qual. Mondiali 2022                                                    | -                                                                      | 70’ 90+2’                                                              |
| 16-11-2021                                                             | Podgorica                                                              | Montenegro                                                             | 1 – 2                                                                  | Turchia                                                                | Qual. Mondiali 2022                                                    | -                                                                      | 90+1’                                                                  |
| 29-3-2022                                                              | Konya                                                                  | Turchia                                                                | 2 – 3                                                                  | Italia                                                                 | Amichevole                                                             | -                                                                      | 9’                                                                     |
| 4-6-2022                                                               | Istanbul                                                               | Turchia                                                                | 4 – 0                                                                  | Fær Øer                                                                | UEFA Nations League 2022-2023 - 1º turno                               | -                                                                      | 46’                                                                    |
| 7-6-2022                                                               | Vilnius                                                                | Lituania                                                               | 0 – 6                                                                  | Turchia                                                                | UEFA Nations League 2022-2023 - 1º turno                               | -                                                                      |                                                                        |
| 14-6-2022                                                              | Smirne                                                                 | Turchia                                                                | 2 – 0                                                                  | Lituania                                                               | UEFA Nations League 2022-2023 - 1º turno                               | 1                                                                      |                                                                        |
| 22-9-2022                                                              | Istanbul                                                               | Turchia                                                                | 3 – 3                                                                  | Lussemburgo                                                            | UEFA Nations League 2022-2023 - 1º turno                               | -                                                                      |                                                                        |
| 25-9-2022                                                              | Tórshavn                                                               | Fær Øer                                                                | 2 – 1                                                                  | Turchia                                                                | UEFA Nations League 2022-2023 - 1º turno                               | -                                                                      | Cap.                                                                   |
| 12-10-2023                                                             | Osijek                                                                 | Croazia                                                                | 0 – 1                                                                  | Turchia                                                                | Qual. Euro 2024                                                        | -                                                                      | 86’ 90+1’                                                              |
| 15-10-2023                                                             | Konya                                                                  | Turchia                                                                | 4 – 0                                                                  | Lettonia                                                               | Qual. Euro 2024                                                        | -                                                                      | 86’                                                                    |
| 18-11-2023                                                             | Berlino                                                                | Germania                                                               | 2 – 3                                                                  | Turchia                                                                | Amichevole                                                             | -                                                                      | Cap.                                                                   |
| 21-11-2023                                                             | Cardiff                                                                | Galles                                                                 | 1 – 1                                                                  | Turchia                                                                | Qual. Euro 2024                                                        | -                                                                      | 79’                                                                    |
| 26-3-2024                                                              | Vienna                                                                 | Austria                                                                | 6 – 1                                                                  | Turchia                                                                | Amichevole                                                             | -                                                                      |                                                                        |
| 4-6-2024                                                               | Bologna                                                                | Italia                                                                 | 0 – 0                                                                  | Turchia                                                                | Amichevole                                                             | -                                                                      | 66’                                                                    |
| 10-6-2024                                                              | Varsavia                                                               | Polonia                                                                | 2 – 1                                                                  | Turchia                                                                | Amichevole                                                             | -                                                                      | 61’                                                                    |
| 18-6-2024                                                              | Dortmund                                                               | Turchia                                                                | 3 – 1                                                                  | Georgia                                                                | Euro 2024 - 1º turno                                                   | -                                                                      | 79’                                                                    |
| 22-6-2024                                                              | Dortmund                                                               | Turchia                                                                | 0 – 3                                                                  | Portogallo                                                             | Euro 2024 - 1º turno                                                   | -                                                                      | 58’                                                                    |
| 26-6-2024                                                              | Amburgo                                                                | Rep. Ceca                                                              | 1 – 2                                                                  | Turchia                                                                | Euro 2024 - 1º turno                                                   | -                                                                      | 46’ 90+5’                                                              |
| 2-7-2024                                                               | Lipsia                                                                 | Austria                                                                | 1 – 2                                                                  | Turchia                                                                | Euro 2024 - Ottavi di finale                                           | -                                                                      | Cap.                                                                   |
| 6-7-2024                                                               | Berlino                                                                | Paesi Bassi                                                            | 2 – 1                                                                  | Turchia                                                                | Euro 2024 - Quarti di finale                                           | -                                                                      | 89’                                                                    |
| 6-9-2024                                                               | Cardiff                                                                | Galles                                                                 | 0 – 0                                                                  | Turchia                                                                | UEFA Nations League 2024-2025 - 1º turno                               | -                                                                      | Cap. 39’                                                               |
| 9-9-2024                                                               | Smirne                                                                 | Turchia                                                                | 3 – 1                                                                  | Islanda                                                                | UEFA Nations League 2024-2025 - 1º turno                               | -                                                                      | 87’                                                                    |
| 11-10-2024                                                             | Samsun                                                                 | Turchia                                                                | 1 – 0                                                                  | Montenegro                                                             | UEFA Nations League 2024-2025 - 1º turno                               | -                                                                      | 83’ 90+2’                                                              |
| 16-11-2024                                                             | Kayseri                                                                | Turchia                                                                | 0 – 0                                                                  | Galles                                                                 | UEFA Nations League 2024-2025 - 1º turno                               | -                                                                      | 86’                                                                    |
| 19-11-2024                                                             | Nikšić                                                                 | Montenegro                                                             | 3 – 1                                                                  | Turchia                                                                | UEFA Nations League 2024-2025 - 1º turno                               | -                                                                      | Cap. 82’                                                               |
| 20-3-2025                                                              | Istanbul                                                               | Turchia                                                                | 3 – 1                                                                  | Ungheria                                                               | UEFA Nations League 2024-2025 - Play-off                               | -                                                                      | 27’                                                                    |
| 7-6-2025                                                               | East Hartford                                                          | Stati Uniti                                                            | 1 – 2                                                                  | Turchia                                                                | Amichevole                                                             | -                                                                      | 65’                                                                    |
| 10-6-2025                                                              | Chapel Hill                                                            | Messico                                                                | 1 – 0                                                                  | Turchia                                                                | Amichevole                                                             | -                                                                      | Cap. 77’                                                               |
| Totale                                                                 |                                                                        | Presenze                                                               | 71                                                                     |                                                                        | Reti                                                                   | 5                                                                      |                                                                        |

## Palmarès

### Club

#### Competizioni nazionali
- 2. Fußball-Bundesliga: 1

Fortuna Düsseldorf: 2017-2018
- Campionato turco: 2

Galatasaray: 2022-2023, 2023-2024, 2024-2025
- Supercoppa di Turchia: 1

Galatasaray: 2023
- Coppa di Turchia: 1

Galatasaray: 2024-2025